# Син-Хакодате-Хокуто (станция)

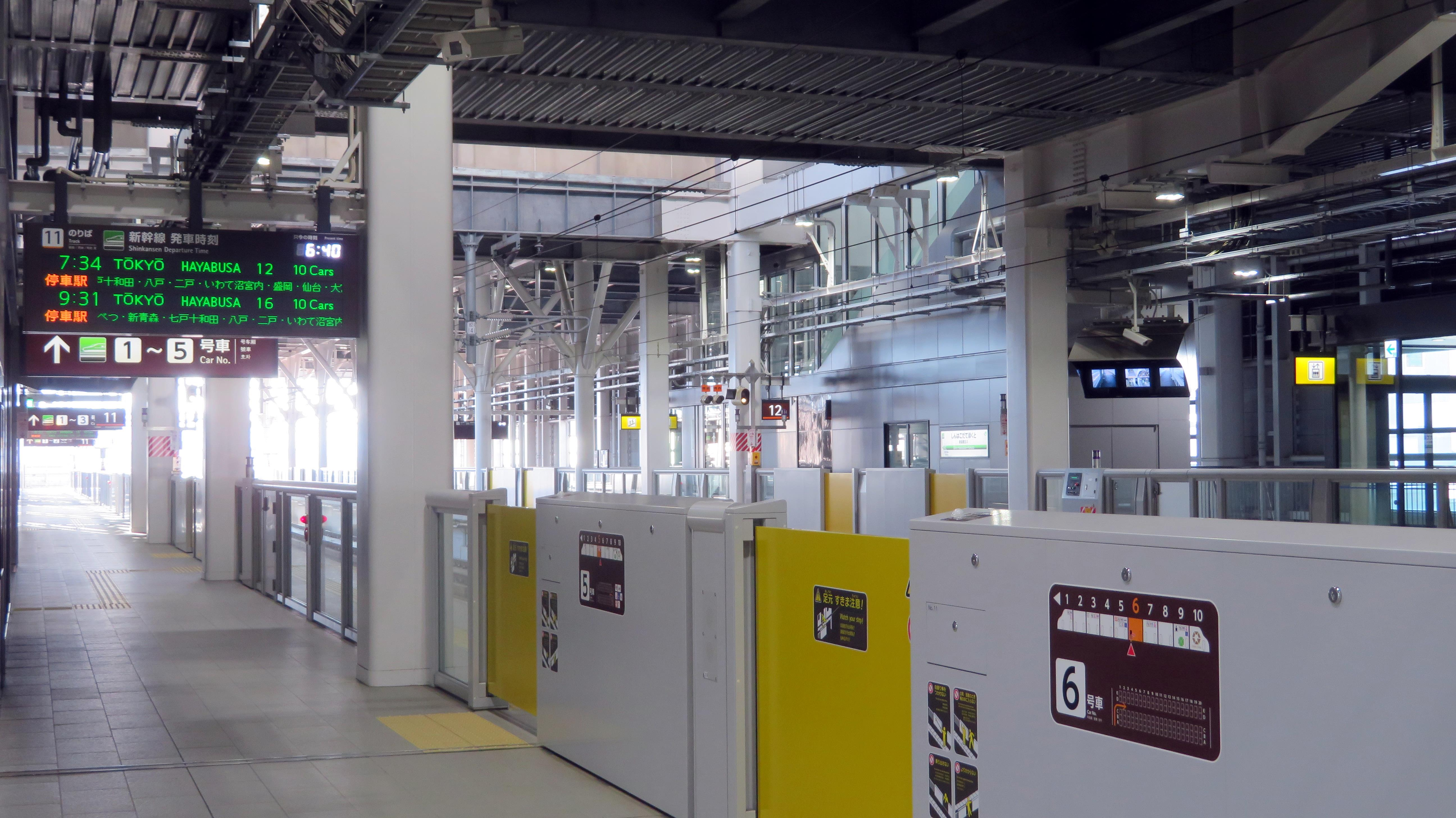
Платформы №11 и №12

Станция Син-Хакодате-Хокуто (яп. 新函館北斗駅 син хакодатэ хокуто эки) — железнодорожная станция в японском городе Хокуто, обслуживаемая компанией JR Hokkaido. Поезда «Хокуто» останавливаются на этой станции. На станции установлены автоматические платформенные ворота.

## История
Станция была открыта 10 декабря 1902 года и называлась тогда Хонго (本郷駅). 01 апреля 1942 года была переименована в Осима-Оно (渡島大野駅). С приватизацией JNR она перешла под контроль JR Hokkaido. Для приема поездов Синкансэн станция была реконструирована и тогда же получила свое современное название (新函館北斗駅).
Хоккайдо-синкансэн между Син-Аомори и Син-Хакодате-Хокуто открылся 26 марта 2016 года.
Станции присвоен номер H70, и в настоящее время она является конечной северной точкой маршрутной сети поездов Синкансэн.

## Линии
- JR Hokkaido
  - Хоккайдо-синкансэн
  - Главная линия Хакодате

## Планировка
Платформы 
| 1     | ■Линия Хакодате     | в направлении Хакодате                            |
| 2-4   | ■Линия Хакодате     | в направлении Саппоро, Муроран и Хакодате         |
| 11-12 | ■Хоккайдо-синкансэн | в направлении Син-Аомори, Сэндай, Мориока и Токио |

## Соседние станции
| «                                                                       | «                                            | Вид обслуживания                   | »                      | »                      |
| Главная линия Хакодате                                                  | Главная линия Хакодате                       | Главная линия Хакодате             | Главная линия Хакодате | Главная линия Хакодате |
| ----------------------------------------------------------------------- | -------------------------------------------- | ---------------------------------- | ---------------------- | ---------------------- |
| Скорый, некоторые экспрессы Супер Хокуто" и "Хокуто: не останавливается |                                              |                                    |                        |                        |
| Горёкаку                                                                | Горёкаку                                     | Супер Хокуто                       | Онума-Коэн             | Онума-Коэн             |
| Горёкаку                                                                | Горёкаку                                     | Хакодате Лайнер                    | Конечная станция       | Конечная станция       |
| Нанаэ                                                                   | Нанаэ                                        | Пригородный (со всеми остановками) | Нияма                  | Нияма                  |
| Хоккайдо Синкансэн                                                      |                                              |                                    |                        |                        |
| Киконай, Син-Аомори, Сэндай, Мориока и Токио                            | Киконай, Син-Аомори, Сэндай, Мориока и Токио | Хаябуса Хаяте                      | Конечная станция       | Конечная станция       |